# 2018 في كولومبيا
فيما يلي قوائم الأحداث التي وقعت خلال عام 2018 في كولومبيا.

## سياسة

### تعيين في المنصب
- 20 يوليو – ألبارو أوريبي بيليث عضو مجلس الشيوخ في كولومبيا.
- 7 أغسطس – إيفان دوكي رئيس كولومبيا.

### انتهاء فترة المنصب
- 10 أبريل – إيفان دوكي عضو مجلس الشيوخ في كولومبيا.
- 7 أغسطس – خوان مانويل سانتوس رئيس كولومبيا.
- 7 أغسطس – ماريا أنجيلا هولغوين وزير خارجية كولومبيا.

## رياضة
- 19 أغسطس – فولتا كولومبيا 2018 الفائزون ميديلين [الإنجليزية]‏، Brayan Hernández  [لغات أخرى]‏، كارلوس كوينتيرو، أوسكار سبييا ريبيرا، سيرجيو هيغويتا، جوناثان كايسيدو، خوان بابلو سواريز.

## برامج ومسلسلات وأنمي
- ملكة التدفق

## وفيات

### ديسمبر
- 7 ديسمبر – بيليساريو بيتانكور (مواليد 1923) الرئيس السادس والعشرين لجمهورية كولومبيا.